# Serge Merlin
Pour les articles homonymes, voir Merlin (homonymie) et Merle (homonymie).
Serge Merlin, né Serge Merle le 29 décembre 1932 à Sainte-Barbe-du-Tlelat (Algérie française) et mort le 16 février 2019 à Paris 13e,, est un comédien et metteur en scène français.
Malgré une carrière essentiellement théâtrale, c'est le cinéma qui l'a fait connaître du grand public pour son rôle du peintre Raymond Dufayel, atteint de la maladie dite « des os de verre » dans Le Fabuleux Destin d'Amélie Poulain, de Jean-Pierre Jeunet.

## Biographie
Serge Merle naît en 1932 et grandît en Algérie française, à Colomb-Béchar, à 80 km à l’est de la frontière marocaine, dans une zone désertique où « tout est hostile, tout est terrible, tout est affreux. »
Son enfance est difficile au point qu'il reniera par la suite sa famille. À l'adolescence, il se réfugie chez les pères Blancs où il bénéficie d'une éducation de qualité : 

« J’avais des pères Blancs qui me lisaient dans le texte. J’étais élevé comme un prince de Bavière. On me faisait la lecture, on me traduisait les choses, l’arabe, le latin et je ne m’apercevais pas de mon élection. J’étais vraiment choisi et entouré. »

À l'âge de 15 ans, il assiste à la représentation d’un cirque tzigane. « Choc immense. » Quelques jours plus tard, il s’enfuit à bord d’un bateau en partance pour la métropole. Il arrive dans la capitale fin 1947 et commence pour lui une vie de clochard. En grillant des patates sur un poêle de la salle du Collège de France, il croise et sympathise avec le philosophe Gaston Bachelard qui y enseignait.
Par curiosité, il accompagne des jeunes allant au cours Simon. Il y est recruté, suit une formation théâtrale, mais n'y reste pas longtemps, préférant quitter l'établissement.

« Je refusais d’être enseigné. Je ne pouvais pas m’accommoder, avec rien. Je n’étais même pas un personnage à la Genet. Infumable, totalement. »

Il se constitue rapidement une réputation dans le monde théâtral, celui d'un comédien se donnant totalement au point de se consumer.

« J’ai été à la mort, à la fin, un certain nombre de fois. Je suis un condamné kafkaïen. »

La providence fait que Serge Merlin est engagé par Albert Camus en 1959 pour jouer dans Les Possédés. Mais la mort accidentelle du célèbre dramaturge met fin brutalement à leur collaboration. Serge Merlin replonge alors dans ses démons.
Serge Merlin meurt le 16 février 2019 à Paris. Il est incinéré au crématorium du cimetière du Père-Lachaise dans cette même ville.

## Filmographie

### Cinéma
- 1961 : Samson d'Andrzej Wajda : Jakub Gold
- 1967 : La Fuite en avant d'Alexandre Trannoy
- 1968 : La Louve solitaire d'Édouard Logereau : Sylvio
- 1977 : La Chanson de Roland de Frank Cassenti : Pair Marsile / Ganelon / Thierry
- 1980 : Tusk d'Alejandro Jodorowsky : Greyson
- 1981 : Cinématon no 158 de Gérard Courant : lui-même
- 1982 : Danton d'Andrzej Wajda : Philippeaux
- 1991 : Le Brasier d'Éric Barbier : Betaix
- 1992 : Nous deux d'Henri Graziani : Napoléon
- 1994 : Coma de Denys Granier-Deferre
- 1995 : Le Journal du séducteur de Danièle Dubroux : Robert, le voisin
- 1995 : La Cité des enfants perdus de Jean-Pierre Jeunet : le chef des cyclopes
- 2000 : Simon le mage d'Ildikó Enyedi
- 2001 : De l'histoire ancienne d'Orso Miret : M. Bernstein
- 2001 : Le Fabuleux Destin d'Amélie Poulain de Jean-Pierre Jeunet : Raymond Dufayel
- 2003 : Le Intermittenze del cuore de Fabio Carpi : Agostini
- 2004 : Le Prix du désir de Roberto Andò : le père de Daniel
- 2009 : Suite parlée, récits de souvenirs enfouis de Joël Brisse et Marie Vermillard
- 2011 : La Réparation de Julien Boustani et Cecilia Ramos : Claude Bru
- 2012 : L'Homme qui rit de Jean-Pierre Améris : Barkilphedro
- 2014 : Moi et Kaminski de Wolfgang Becker : portier
- 2015 : Pitchipoï de Charles Najman : le fantôme du père
- 2018 : Un peuple et son roi de Pierre Schoeller : Louis XI

### Télévision
- 1967 : Les Enquêtes du commissaire Maigret de René Lucot, épisode : La Tête d'un homme : Radek
- 1967 : Le Golem (du roman de Gustav Meyrink) de Jean Kerchbron : Loisa
- "Charles Baudelaire, la plaie et le couteau" Yannick Bellon
- 1974 : 'Le Tribunal de l'impossible, épisode : La Double vie de Mademoiselle de la Faye de Michel Subiela

1978 : Quand flambait le bocage téléfilm de Claude-Jean Bonnardot : l'abbé Renau
- 1981 : Le Roi Lear, de Jean-Marie Coldefy : le duc de Bourgogne
- 1998: Le Comte de Monte-Cristo , mini-série de Josée Dayan : Noirtier de Villefort
- 2003 : Une preuve d'amour de Bernard Stora : Granchot
- 2006 : Louis la Brocante, saison 9, épisode 4 : Antonin
- 2009 : Nicolas Le Floch, saison 2, épisode 2 : Balbastre
- 2011 : La Mauvaise Rencontre de Josée Dayan

## Théâtre
- 1952 : Christophe Colomb de Paul Claudel, mise en scène Jean-Louis Barrault, Théâtre Marigny
- 1952 : La Puissance et la gloire de Graham Greene, mise en scène André Clavé, Théâtre de l'Œuvre
- 1954 : La Célestine de Fernando de Rojas, Studio des Champs-Elysées
- 1954 : Hamlet de William Shakespeare, Studio des Champs-Elysées
- 1954 : L'École des femmes de Molière, Studio des Champs-Elysées
- 1958 : Éboulement au quai nord d’Ugo Betti, mise en scène Marcelle Tassencourt, Théâtre de Poche Montparnasse
- 1958 : Le Revizor de Nicolas Gogol, adaptation de Françoise Grimal
- 1960 : Le Pélican d’August Strindberg, Théâtre de Poche Montparnasse
- 1961 : Le Christ recrucifié de Níkos Kazantzákis, mise en scène Marcelle Tassencourt, Théâtre Montansier
- 1962 : Le Christ recrucifié, Odéon-Théâtre de France
- 1963 : Les Possédés d'Albert Camus d'après Dostoïevski, mise en scène Albert Camus, Fenice
- 1966 : Faust de Christopher Marlowe, mise en scène Jean-Louis Andrieux, Théâtre Edouard VII
- 1970 : Calques, compositeur Michel Puig, mise en scène Pierre Barrat, Festival d'Avignon
- 1974 : Le Marathon de Claude Confortès, mise en scène de l'auteur, Théâtre de la Commune
- 1975 : Le Dépeupleur de Samuel Beckett, Festival Off d'Avignon
- 1983 : Les Paravents de Jean Genet, mise en scène Patrice Chéreau, Théâtre Nanterre-Amandiers
- 1984 : Frédéric prince de Hombourg de Heinrich von Kleist, mise en scène Manfred Karge, Matthias Langhoff, TNP Villeurbanne, Festival d'Avignon
- 1986 : Le Roi Lear de William Shakespeare, mise en scène Matthias Langhoff, Théâtre national de Strasbourg, 1987 : MC93 Bobigny
- 1987 : La Dernière Bande de Samuel Beckett, mise en scène Matthias Langhoff, MC93 Bobigny
- 1987 : Si de là-bas si loin textes de Samuel Beckett, Federico García Lorca et Friedrich Hölderlin et Eugene O'Neill, mise en scène Matthias Langhoff, MC93 Bobigny
- 1988 : Sit Venia Verbo de Michel Deutsch et Philippe Lacoue-Labarthe, mise en scène Michel Deutsch, Maison de la Culture de Grenoble, Théâtre national de la Colline
- 1989 : La Forêt d’Alexandre Ostrovski, mise en scène Bernard Sobel, Théâtre de Gennevilliers
- 1989 : La Mission d'Heiner Müller et Le Perroquet vert d'Arthur Schnitzler, mise en scène Matthias Langhoff, Festival d'Avignon, Théâtre de la Ville
- 1990 : Le Réformateur du monde de Thomas Bernhard, mise en scène André Engel, MC93 Bobigny
- 1995 : Le Baladin du monde occidental de John Millington Synge, mise en scène André Engel, Odéon-Théâtre de l'Europe
- 1996 : Simplement compliqué de Thomas Bernhard, mise en scène Jacques Rosner, Théâtre Sorano Toulouse, Festival d'Avignon, Théâtre des Treize Vents
- 1997 : La Force de l'habitude de Thomas Bernhard, mise en scène André Engel, Théâtre Vidy-Lausanne, MC93 Bobigny
- 1997 : Lulu de Frank Wedekind, mise en scène Hans-Peter Cloos, Comédie de Saint-Étienne, Théâtre de Chaillot
- 1998 : Woyzeck de Georg Büchner, mise en scène André Engel, Théâtre de Gennevilliers
- 1999 : En attendant Godot de Samuel Beckett, mise en scène Luc Bondy, Théâtre Vidy-Lausanne, Odéon-Théâtre de l'Europe
- 2000 : Le Réformateur de Thomas Bernhard, mise en scène André Engel, Théâtre des Abbesses
- 2001: Nuit,  suivi de Abel et Bela, de Robert Pinget, mise en scène Jean-Michel Meyer,  Théâtre Vidy-Lausanne
- 2003 : Lorenzaccio d'Alfred de Musset, mise en scène Anne-Cécile Moser,
- 2003 : Le Dépeupleur de Samuel Beckett, Odéon-Théâtre de l'Europe Ateliers Berthier
- 2003] : Dans la solitude des champs de coton de Bernard-Marie Koltès, mise en scène Frank Hoffmann (de), Théâtre national du Luxembourg
- 2007 : Le Neveu de Wittgenstein de Thomas Bernhard, mise en scène Bernard Lévy, Théâtre national de Chaillot
- 2008 : La Divine Comédie de Dante, Lecture dirigée par Valérie Dréville, Festival d'Avignon
- 2009 : Minetti de Thomas Bernhard, mise en scène Gerold Schumann, Théâtre de l'Athénée-Louis-Jouvet
- 2010 : Extinction de Thomas Bernhard, lecture, réalisation Blandine Masson et Alain Françon, Théâtre de la Madeleine
- 2011 : Fin de partie de Samuel Beckett, mise en scène Alain Françon, Théâtre de la Madeleine
- 2012 : Extinction de Thomas Bernhard, lecture, réalisation Blandine Masson et Alain Françon, Théâtre de la Ville, tournée
- 2012 : La Dernière Bande Samuel Beckett, mise en scène Alain Françon, Théâtre de l'Oeuvre
- 2013 : Fin de Partie de Samuel Beckett, mise en scène Alain Françon, Théâtre de l'Odéon, tournée
- 2013 : Le Roi Lear de Shakespeare, mise en scène Christian Schiaretti, TNP, Théâtre de la Ville
- 2015 : Le Réformateur de Thomas Bernhard, mise en scène André Engel, Théâtre de l'Œuvre
- 2016 - 2017 : Le Dépeupleur, de Samuel Beckett, mise en scène Alain Françon, Théâtre des Déchargeurs
- 2017 : Hamlet, je suis vivant et vous êtes morts, d'après Shakespeare, mise en scène Wilfried Wendling, Théâtre de l'Archipel, Nouveau théâtre de Montreuil, Maison des arts de Créteil

## Distinctions

### Récompenses
- Prix du Syndicat de la critique 1991 : meilleur comédien pour Le Réformateur
- Prix du Syndicat de la critique 2010 : meilleur comédien pour Minetti

### Décorations
- Commandeur de l'ordre des Arts et des Lettres Il est promu au grade de commandeur le 9 juillet 2014[7].